# Ceram

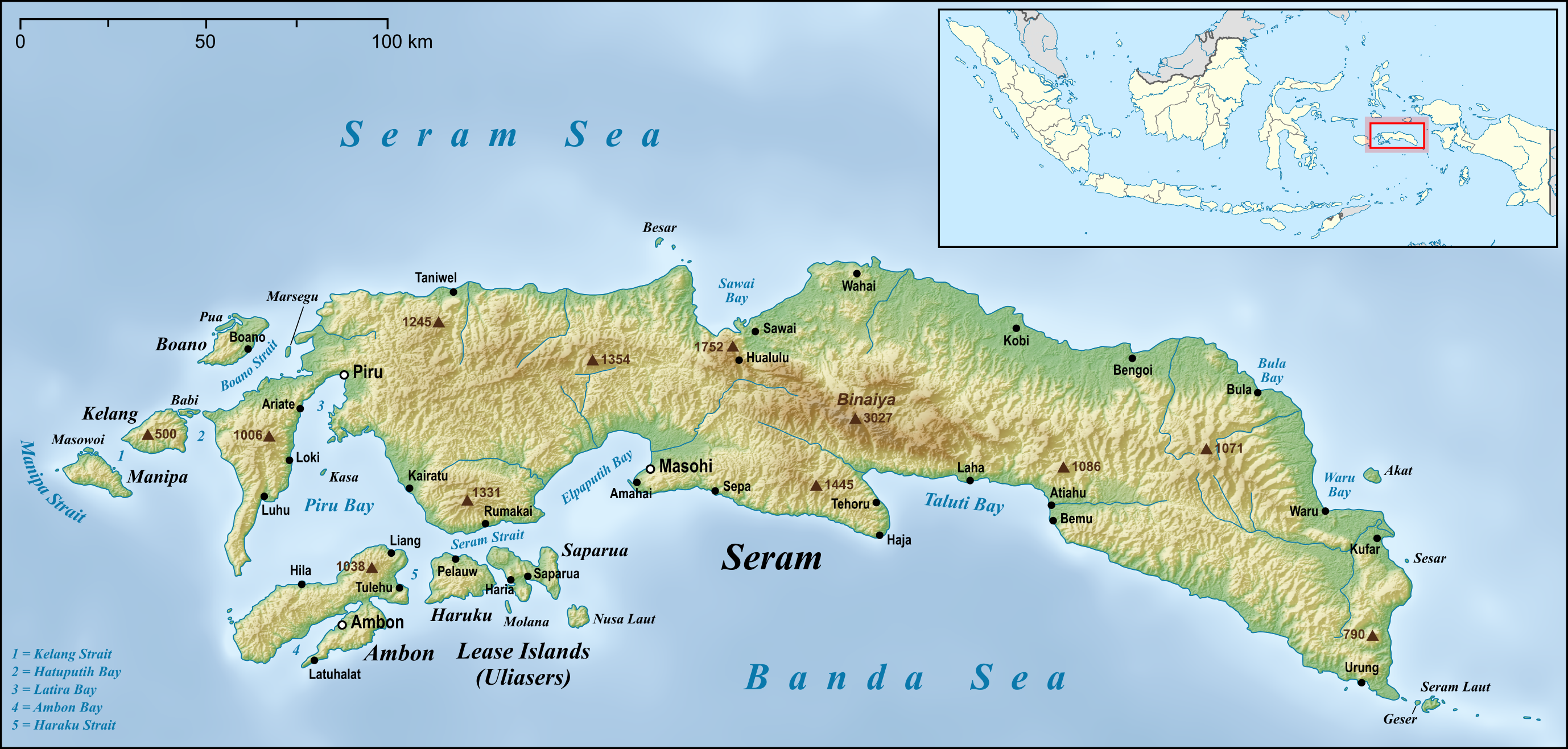
Insula Ceram

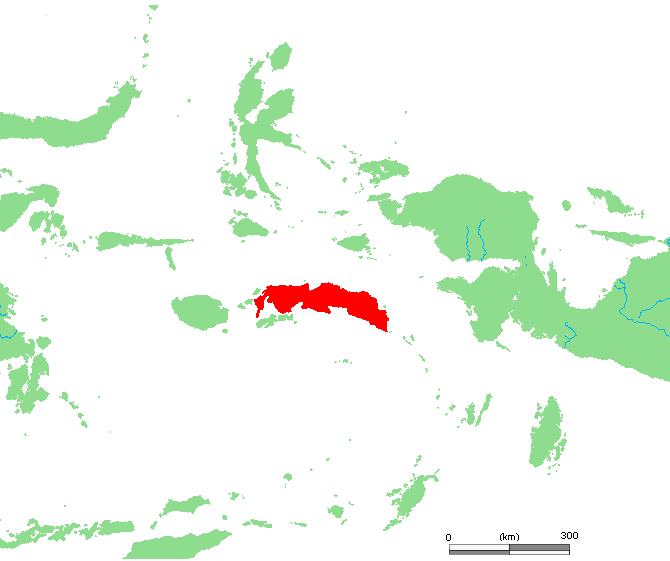
Seram în Arhpelagul indonezian

Ceram sau Seram este o insulă din centrul Arhipelagului Moluce, Indonezia, cu o suprafață de 17.148 km² .

## Istorie
Misionarii portughezi care au ajuns aici în secolul al V-lea au găsit influențe islamice și hinduse. Insula a intrat sub control olandez oficial aproxomativ în 1650. În timpul celui de Al Doilea Război Mondial a fost ocupată de japonezi. După război a devenit parte din Indonezia

## Geografie
Este o regiune muntoasă, acoperită cu păduri tropicale și are o activitate seismică bogată.

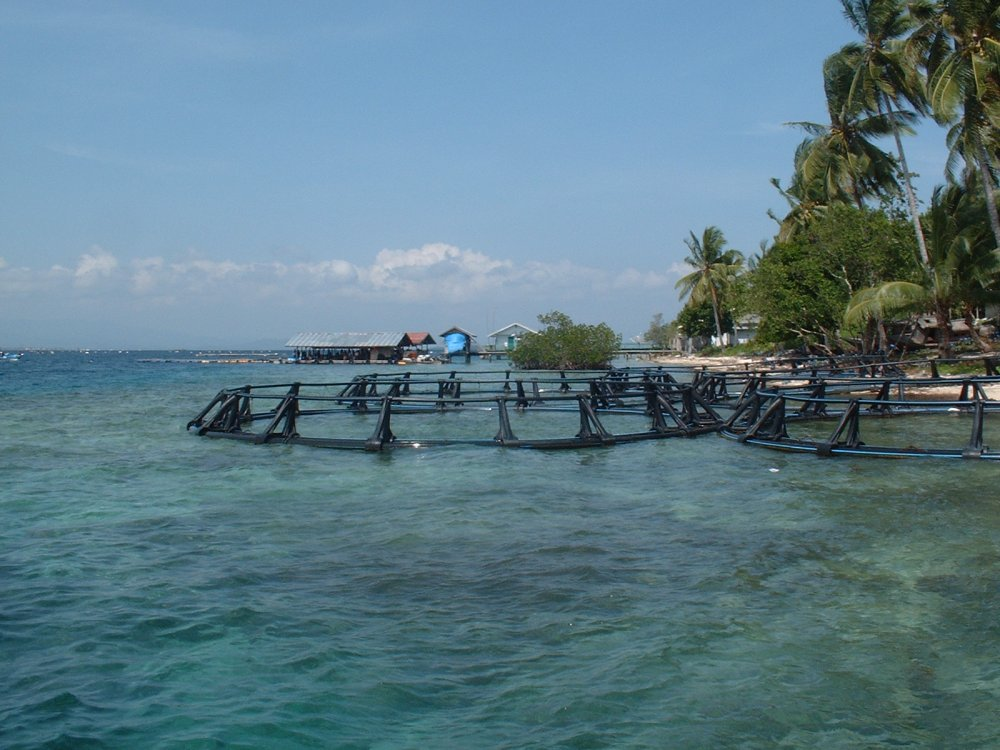
Fermă de perle în Seram